# CALIPSO
 CALIPSO  é um satélite artificial de monitoração ambiental resultado da colaboração entre a NASA e o CNES. Foi lançado por um foguete Delta II em 28 de abril de 2006. Seu nome é resultado da abreviação de  Cloud- Aerosol  Lidar and  Infrared  Pathfinder  Satellite  Observations.
Instrumentos de sensoriamento remoto ativos e passivos a bordo do satélite CALIPSO monitoram aerossóis e nuvens 24 horas por dia. O satélite CALIPSO, é parte da constelação de satélites A-train, que inclui os satélites: Aqua, Aura, CloudSat e o PARASOL.

## Instrumentos
- Cloud-Aerosol Lidar with Orthogonal Polarization (CALIOP)
- Wide Field Camera (WFC)
- Imaging Infrared Radiometer (IIR)

## A missão
Em fevereiro de 2009, o satélite CALIPSO passou a usar o sistema laser redundante como previsto. O laser primário atingiu seu objetivo de três anos de operação bem sucedida, e o laser redundante, acabou superando as expectativas.
A missão CALIPSO obteve o status de missão estendida em Junho de 2009.